# غوبنيك

أحد الغوبنيك الروس مُقَرفِص على درج أحد المباني السكنية.

غوبنيك (بالروسية: гопник، بالحروف اللاتينية: gopnik، تنطق [ˈɡopnʲɪk]؛ الأوكرانية: гопник؛ البيلاروسية: гопнік) هو عضو في ثقافة فرعية في روسيا وأوكرانيا وبيلاروسيا وفي الجمهوريات السوفيتية السابقة الأخرى - شاب (أو امرأة ويطلق عليها غوبنيستا gopnitsa) من خلفية الطبقة العاملة والذي يعيش عادة في الضواحي الروسية  وينحدر من أسرة فقيرة التعليم والدخل. غوبوتا (بالروسية: гопота) هو جمع لكلمة غوبنيك باللغة الروسية. تعود جذور ثقافة غوبوتا الفرعية إلى أواخر عهد الإمبراطورية الروسية وتطورت خلال القرن العشرين في العديد من مدن الاتحاد السوفيتي. اعتبارًا من أواخر عام 2010، تلاشت هذه الثقافة الفرعية في معظمها، لكن عصابات الشباب (مثل أي يو إي) التي تشبه الغوبوتا لا تزال موجودة في روسيا وفي البلدان السلافية ودول البلطيق الأخرى.

## أصل الكلمة
على الأرجح فان اسم غوبنيك مشتق من المصطلح الروسي العامي للصوص الشارع: gop-stop (بالروسية: гоп-стоп).
ومع ذلك، يمكن أن يكون مرتبطًا أيضًا بـ GOP، وهو اختصار لـ “Gorodskoye Obshezhitie Proletariata”. كانت هذه بيوتًا للمعوزين أنشأتها الحكومة البلشفية بعد ثورة أكتوبر عام 1917. وفقًا لقاموس دال التوضيحي وهو قاموس توضيحي روسي (نُشر لأول مرة في القرن التاسع عشر)، كانت الكلمة العامية القديمة لـ «النوم في الشارع» هي "гопать" (gopat، تنطق غوبات) شيء مرتبط بـ«المافيا» أو مجرمي سانت بطرسبرغ.
واحدة من أولى ظهورات كلمة غوبنيك في النص المكتوب كانت في أغنية غوبنكي لفرقة زوبارك (فرقة الروك السوفيتية الرائدة) لعام 1984.

## المظهر والسلوك النمطي

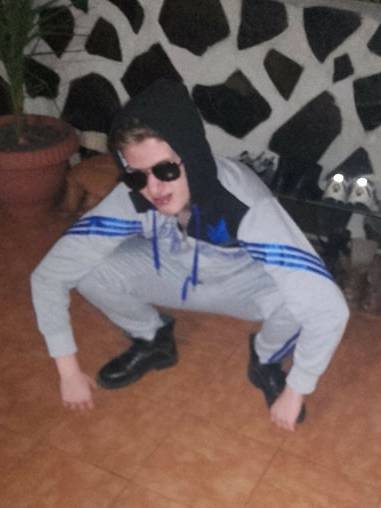
غوبنيك يجلس القرفصاء.

غالبًا ما يشاهد الغوبنيك جالسين في مجموعات في الأفنية والابنية أو «الجلوس بوضعية القرفصاء» خارج العمارات السكنية أو المدارس وتكون كعوب ارجلهم على الأرض.  يوصف هذا السلوك بأنه سلوك مكتسب يُنسب إلى ثقافة السجون الروسية والسوفياتية كان السجناء يجلسون هكذا لتجنب الجلوس على الأرض الباردة. يتم تصوير الغوبوتا على أنهم عرضة لتعاطي المخدرات وإدمان الكحول والجنوح واثارة الشغب والتعصب الرياضي.